# Шенау-Берцдорф ауф дем Ајген
Шенау-Берцдорф ауф дем Ајген (њем. Schönau-Berzdorf auf dem Eigen) општина је у њемачкој савезној држави Саксонија. Једно је од 59 општинских средишта округа Герлиц. Према процјени из 2010. у општини је живјело 1.680 становника. Посједује регионалну шифру (AGS) 14626500.

## Географски и демографски подаци
Шенау-Берцдорф ауф дем Ајген се налази у савезној држави Саксонија у округу Герлиц. Општина се налази на надморској висини од 220 метара. Површина општине износи 27,8 km². У самом мјесту је, према процјени из 2010. године, живјело 1.680 становника. Просјечна густина становништва износи 60 становника/km².

## Међународна сарадња
| Мјесто | Држава | Врста сарадње | Од    |
| ------ | ------ | ------------- | ----- |
|        | Пољска | контакт       | 2000. |
|        | Чешка  | контакт       | 2000. |
|        | Пољска | пријатељство  | 1964. |
|        | Чешка  | пријатељство  | 1977. |
| Извор  |        |               |       |